# Zofia Krzyżanowska (ekonomistka)
Zofia Krzyżanowska (ur. 14 stycznia 1952) – polska ekonomistka rolnictwa i urzędniczka państwowa, doktor nauk rolniczych, w latach 2003–2004 podsekretarz stanu w Ministerstwie Rolnictwa i Rozwoju Wsi.

## Życiorys
W 1974 ukończyła studia na Wydziale Ekonomiczno-Rolniczym Szkoły Głównej Gospodarstwa Wiejskiego w Warszawie, gdzie następnie obroniła doktorat z ekonomiki rolnictwa. Była członkiem Komitetu Ekonomiki Rolnictwa Polskiej Akademii Nauk. Odbyła staże na Uniwersytecie Bagdadzkim, Ball State University, University of Idaho, Scottish Agricultural College w Aberdeen i na Uniwersytecie w Padwie. Od 1974 pracuje jako nauczyciel akademicki na SGGW: od 1975 jako starszy asystent, od 1982 jako adiunkt.
Od 1994 była starszą ekonomistką, a od 1998 do 1999 wicedyrektorką w Sekcji Analiz Polityki Rolnej Fundacji Programów Pomocy dla Rolnictwa (FAPA). W 1999 została konsultantką FAPA. 1 kwietnia 2003 powołana na stanowisko podsekretarz stanu w Ministerstwie Rolnictwa i Rozwoju Wsi. Odwołana 31 stycznia 2004, przeszła wówczas na fotel radcy ministra. 1 czerwca 2005 została w resorcie radcą generalną, a we wrześniu 2007 – dyrektorem Departamentu Płatności Bezpośrednich. W lutym 2008 powróciła na stanowisko radcy generalnego.